# اهیون-دانگ

منطقه مسکونی در کره جنوبی

اهیون-دانگ (به لاتین: Ahyeon-dong) یک منطقهٔ مسکونی در کره جنوبی است.